# Hypercompe catena
Hypercompe catena är en fjärilsart som beskrevs av Guen. Hypercompe catena ingår i släktet Hypercompe och familjen björnspinnare. Inga underarter finns listade i Catalogue of Life.